# Lasioptera astericola
Lasioptera astericola är en tvåvingeart som beskrevs av Shinji 1939. Lasioptera astericola ingår i släktet Lasioptera och familjen gallmyggor. Inga underarter finns listade i Catalogue of Life.